# Kurt Baier
Pour les articles homonymes, voir Baier.
Kurt Baier (26 janvier 1917 - 7 novembre 2010) est un philosophe autrichien qui s'est spécialisé dans l'éthique.